# 레이 돌비

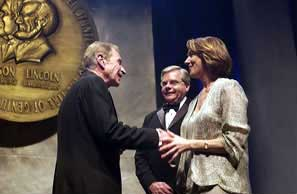
돌비(왼쪽). 2004년.

레이 돌비(Ray Milton Dolby, 1933년 1월 18일 ~ 2013년 9월 12일)는 미국의  물리학자이자 공학 기술자이다. 잡음 제거와 서라운드 사운드에 있어 실제 영상과 같은 감성의 깊이를 영화 음악으로 전달하는 오디오 기술을 선보이며 레코딩 산업의 혁신을 주도했고 전 세계 영화 음향기술의 표준을 선도하는 음향시스템 표준 규격인 '돌비'(Dolby) 시스템을 창시하고 50여 개에 달하는 미국내 특허를 보유하였다. 과학·기술 분야에서의 공로를 인정받아 두 번의 아카데미상 수상과 함께 할리우드 명예의 거리 영화 부문에 2,540번째로 이름을 올렸다.

## 경력
- 암펙스
- 1960년 미국인 최초의 펨브룩 대학교 선임연구원
- 1962년 영국 원자력 공사의 컨설턴트
- 1963년 유엔 기술고문
- 1965년 영국 런던에서 돌비 레버러토리스 설립
- 1976년 샌프란시스코로 옮겨가 사무소, 연구실, 제조 시설 등을 설립
- 돌비 연구소 명예교수

## 학력
- 1960년 캠브리지대학교 대학원 물리학 박사
- 1961년 캠브리지대학교 명예회원으로 선출(1983년)
- ~ 1957년 스탠퍼드대학교 전기공학과 학사
- 마샬 장학금과 미국 국립과학재단의 연구장학금을 수여
- 산호세주립대학교

## 수상
- 2014 권위 있는 음향 시상식인 제61회 MPSE 골든 릴 어워드(MPSE Golden Reel Awards) 특별 공로상[2]
- 2012 제62회 베를린국제영화제 베를리날레 카메라상
- 2003 에미상 평생공로부문
- 1989년 아카데미 어워드 모션픽쳐 사운드부문